# Podocarpus polystachyus
Podocarpus polystachyus é uma espécie de conífera da família Podocarpaceae.
Pode ser encontrada nos seguintes países: Brunei, Indonésia, Malásia, Papua-Nova Guiné, Filipinas, Cingapura, e Tailândia.